# Borroto
Borroto es una entidad de población española del municipio de Escalante, perteneciente a la comunidad autónoma de Cantabria.

## Historia
Hacia mediados del siglo XIX, el lugar era referido como un barrio ya por entonces perteneciente al municipio de Escalante. Aparece descrito en el cuarto volumen del Diccionario geográfico-estadístico-histórico de España y sus posesiones de Ultramar de Pascual Madoz con las siguientes palabras:

BORROTO: barrio en la prov. de Santander, part. jud. de Entrambas aguas: pertenece á la v. de Escalant. (V.)
(Madoz, 1846, p. 417)

En 2023, la entidad singular de población de Borroto tenía empadronados 22 habitantes, todos ellos en el núcleo de población de ese nombre.